# Quarona
Quarona is een gemeente in de Italiaanse provincie Vercelli (regio Piëmont) en telt 4297 inwoners (31-12-2004). De oppervlakte bedraagt 16,0 km², de bevolkingsdichtheid is 269 inwoners per km².
De volgende frazioni maken deel uit van de gemeente: Doccio, Valmaggiore.

## Demografie
Quarona telt ongeveer 1834 huishoudens. Het aantal inwoners steeg in de periode 1991-2001 met 3,4% volgens cijfers uit de tienjaarlijkse volkstellingen van ISTAT.
| Jaar | Inwoneraantal |
| ---- | ------------- |
| 1991 | 4114          |
| 2001 | 4252          |

## Geografie
De gemeente ligt op ongeveer 401 m boven zeeniveau.
Quarona grenst aan de volgende gemeenten: Borgosesia, Breia, Cellio, Varallo Sesia.